# Ноу-Сесеск
Ноу-Сесеск (рум. Nou Săsesc) — село у повіті Сібіу в Румунії. Входить до складу комуни Ласля.
Село розташоване на відстані 219 км на північний захід від Бухареста, 50 км на північний схід від Сібіу, 106 км на південний схід від Клуж-Напоки, 92 км на північний захід від Брашова.

## Населення
За даними перепису населення 2002 року у селі проживали 378 осіб.
Національний склад населення села:
| Національність | Кількість осіб | Відсоток |
| -------------- | -------------- | -------- |
| румуни         | 288            | 76,2%    |
| німці          | 84             | 22,2%    |
| цигани         | 5              | 1,3%     |

Рідною мовою назвали:
| Мова      | Кількість осіб | Відсоток |
| --------- | -------------- | -------- |
| румунська | 291            | 77,0%    |
| німецька  | 86             | 22,8%    |